# Aktivierungsraum
Der Aktivierungsraum ist eine Bezeichnung für einen Zustandsraum eines künstlichen neuronalen Netzes. Die Anzahl der Einheiten im Netz bestimmt dabei die Anzahl der Dimensionen des Aktivierungsraums.